# الضبر (الحيمة الخارجية)

تعديل مصدري - تعديل

الضبر هي إحدى قرى عزلة الحطب بمديرية الحيمة الخارجية التابعة لمحافظة صنعاء، بلغ تعداد سكانها 63 نسمة حسب تعداد اليمن لعام 2004.